# Ga Sinhyeon
Ga Sinhyeon (Tiếng Hàn: 신현역, Hanja: 新峴驛) là ga tàu điện ngầm trên Tuyến Seohae nằm ở Misan-dong, Siheung-si, Gyeonggi-do.

## Lịch sử
- 21 tháng 10 năm 2013: Công bố kinh doanh tuyến đường sắt và quyết định đặt tên ga là Ga Sinhyeon[1]
- 6 tháng 4 năm 2018: Thông báo về bảng khoảng cách đường sắt[2]
- 16 tháng 6 năm 2018: Hoạt động kinh doanh bắt đầu với việc khai trương Tuyến Seohae của Tàu điện ngầm Seoul[3]

## Bố trí ga
| ↑ Sincheon              |
| \| S/B                  |
| Tòa thị chính Siheung ↓ |

| Hướng Bắc | ● Tuyến Seohae | ← Hướng đi Sincheon · Sosa · Sân bay Quốc tế Gimpo · Daegok |
| Hướng Nam | ● Tuyến Seohae | → Hướng đi Tòa thị chính Siheung · Seonbu · Choji · Wonsi → |

## Xung quanh nhà ga
- Trung tâm phúc lợi hành chính Shinhyeon-dong
- Công viên thể thao sống Podong
- Gwangokji

## Hình ảnh

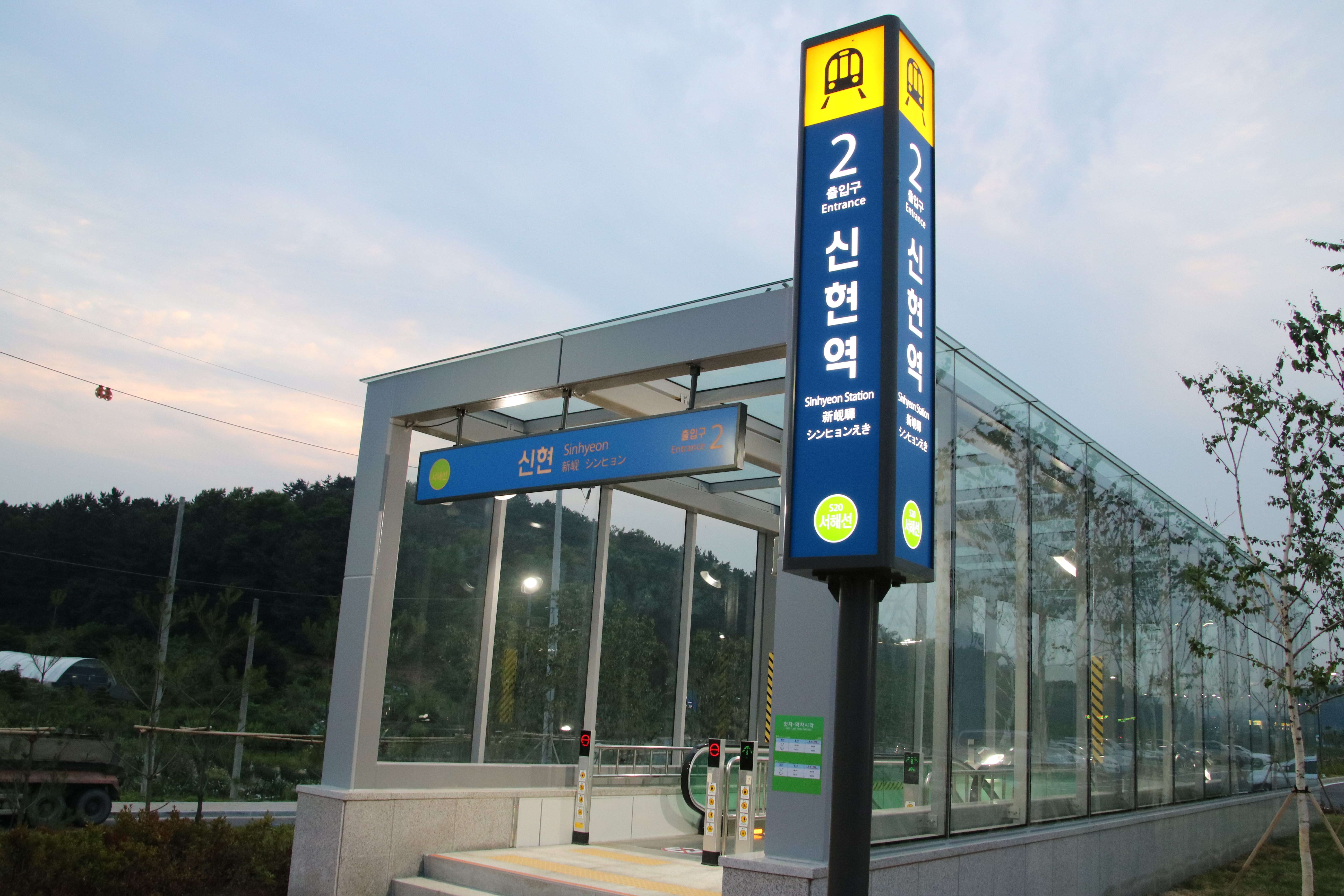
Lối vào 2
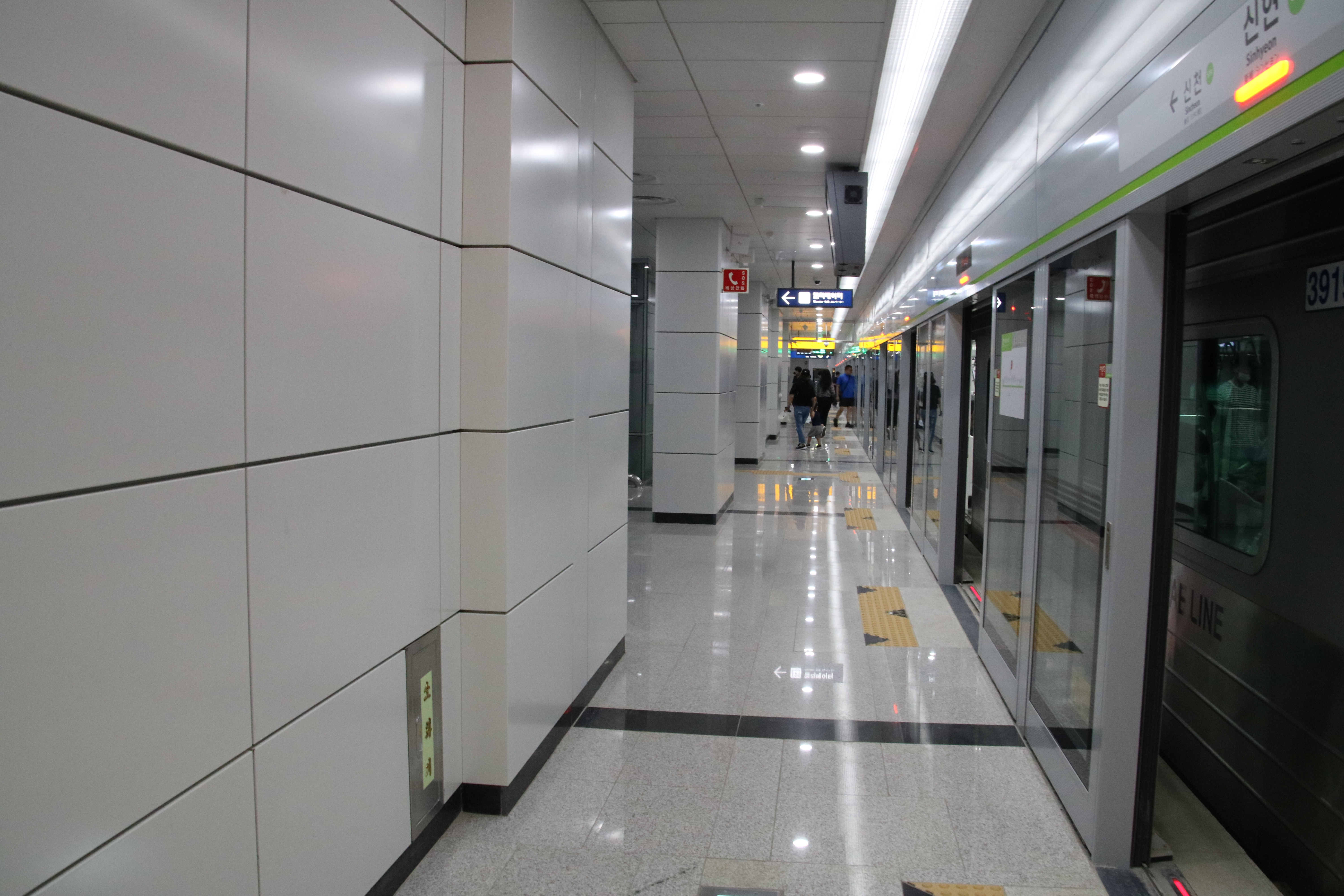
Sân ga
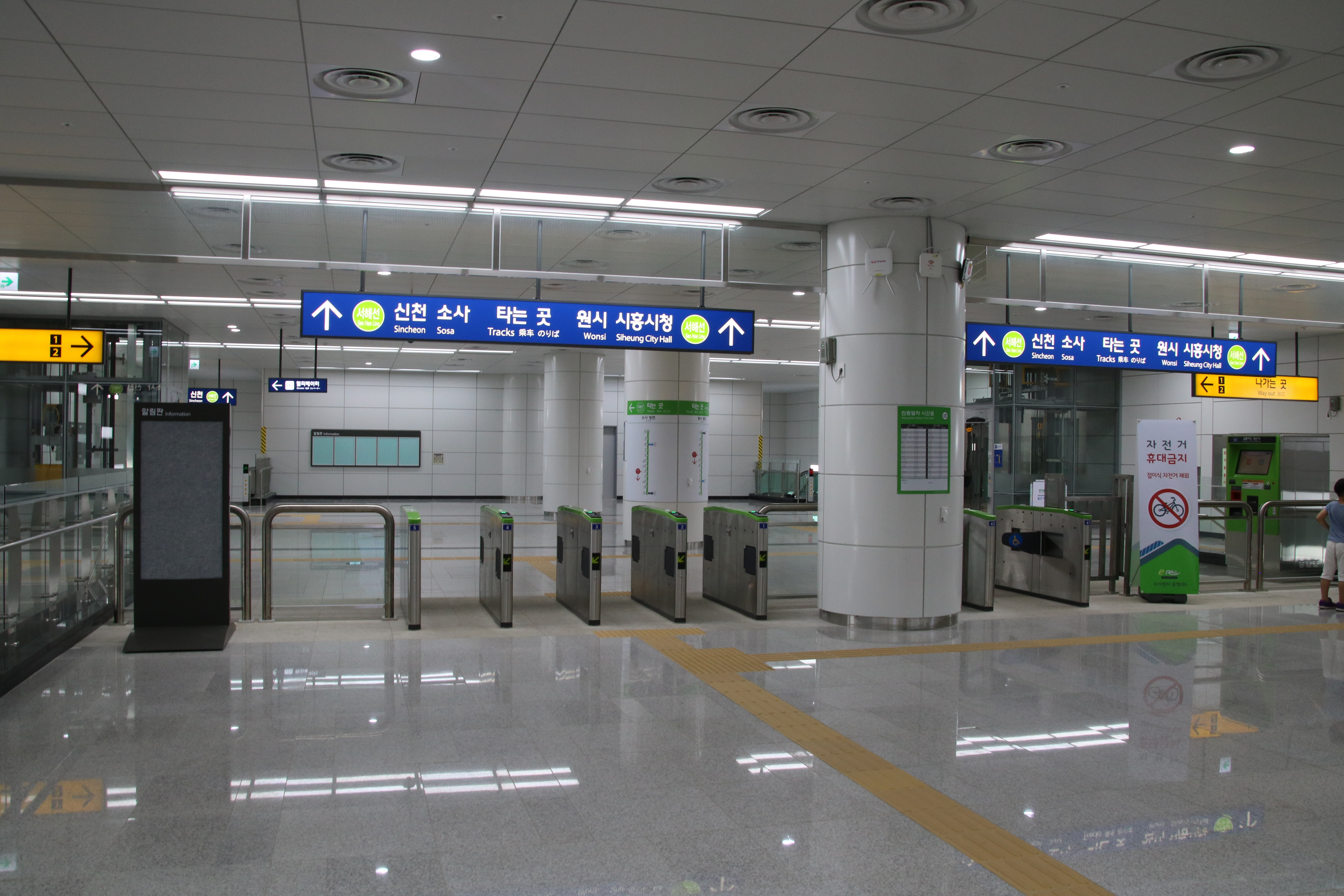
Cửa soát vé